# Kirsten Michaelsen
Kirsten Michaelsen (ur. 16 czerwca 1943 w Kopenhadze) – duńska pływaczka, dwukrotna olimpijka.
Jej pierwszym startem na Letnich Igrzyskach Olimpijskich był start na olimpiadzie w Rzymie w 1960 roku. Wystartowała na 100 metrów stylem grzbietowym, lecz odpadła już w eliminacjach. Cztery lata później, na igrzyskach w Tokio, ponownie wzięła udział w tej konkurencji, ale i tym razem odpadła w eliminacjach.